# 大阪中央郵便局
大阪中央郵便局（おおさかちゅうおうゆうびんきょく、英: OSAKA CENTRAL POST OFFICE）は、大阪府大阪市北区梅田（大阪駅前）のJPタワー大阪内にある郵便局。郵政民営化前の分類では集配普通郵便局であった。

## 概要
住所：〒530-0001 大阪府大阪市北区梅田三丁目2番2号 JPタワー大阪1階
前身である「大阪郵便役所」は1871年（明治4年）の郵便制度開始と同時に国内3ヶ所に設けられた郵便役所の一つである。
- 1日の利用者数：約1万人[要出典]
- 1日の取扱郵便物数：約300万通[要出典]
- 1日の貯金・保険等の受払金額：約48億円[要出典]

### 併設施設
- ゆうちょ銀行大阪支店（取扱店番号：410610）
  - 近畿2府4県（大阪府、兵庫県、京都府、奈良県、滋賀県、和歌山県）に所在する直営店を受け持つ統括店である。

過去の併設施設
- 大阪中央郵便局共通事務センター - 郵政民営化まで。
- 大阪北郵便局大阪駅前分室
  - 民営化後の分社化においては、当局の集配業務を郵便事業大阪支店に移管し、2008年に同支店の移転に合わせ当局の施設内には同支店の大阪駅前分室が設置された。2012年10月に郵便事業株式会社と郵便局株式会社の統合により日本郵便株式会社が発足するとともに郵便事業大阪支店は大阪北郵便局となり、当局に併設の郵便事業大阪支店大阪駅前分室も大阪北郵便局に引き継がれたが、2016年7月19日の大阪中央局およびゆうちょ銀行大阪支店の仮店舗への再移転に伴い、2016年7月17日24時を以て廃室となった[1]。

### 分室
分室はなし。以下は過去に存在した分室である。
- 保険分室 - 1940年（昭和15年）8月10日に廃止[2]。
- 北浜東分室 (41061A) - 開設時の名称は逓信局内分室。1949年（昭和24年）に郵政局分室と改称。2007年（平成19年）に廃止。代替として無集配普通郵便局である北浜東郵便局 (41291) が設置された。
- 大阪中央市場内分室 (41061B) - 1992年（平成4年）に廃止。代替として無集配特定郵便局である大阪中央市場内郵便局 (40296) が設置された。
- 高等裁判所内分室 (41061C) - 開設時の名称は控訴院内分室。2007年（平成19年）に親局の変更が行われ、北浜郵便局高等裁判所内分室 (41004A) となった。
- 毎日ビル内分室 (41061E) - 1999年（平成11年）に廃止。代替として、無集配特定郵便局である堂島アバンザ郵便局 (40333) が設置された。
- 空港内分室 (41061H) - 開設時の名称は飛行場分室。2006年（平成18年）に改称・親局の変更が行われ、豊中郵便局伊丹空港内分室 (41085A)（後に豊中南郵便局大阪国際空港内分室 (41773A)、豊中郵便局大阪国際空港内分室 (41085A) へ再改称・親局変更）となった。
- ホテルナニワ分室 - 1952年（昭和27年）に廃止。
- 通信局内分室 - 1969年（昭和44年）に廃止。
- 大阪駅内分室 - 1978年（昭和53年）に廃止。

## 建物

### 旧局舎時代
- 設計：吉田鉄郎 / 逓信省営繕課
- 施工：清水組（現：清水建設）
- 竣工：1939年（昭和14年）
- 用途：郵便局
- 構造：鉄筋コンクリート造
- 規模：6階建

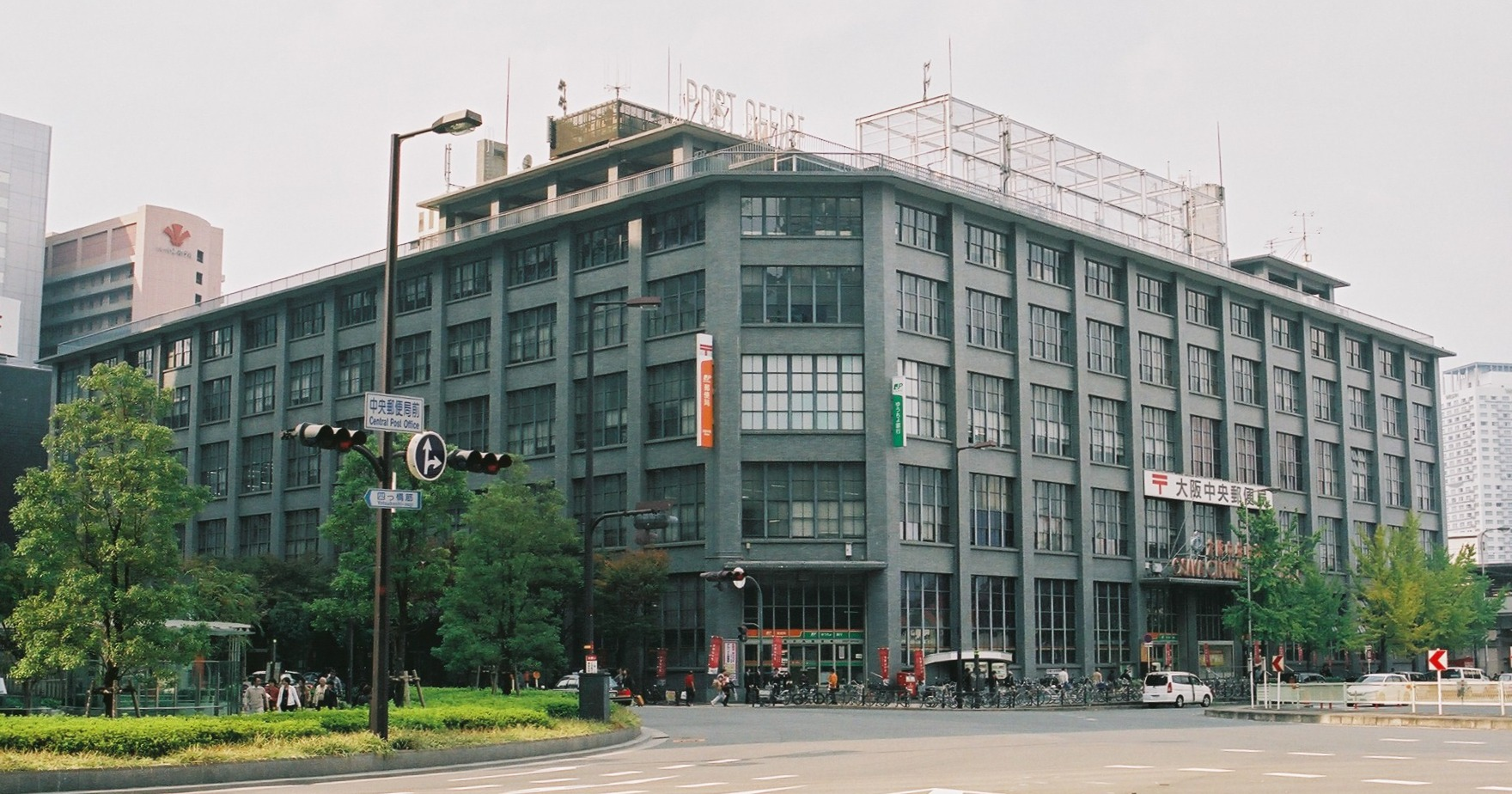
大阪中央郵便局旧局舎（2007年11月）

逓信省営繕課の吉田鉄郎による設計で、施工は清水組（現：清水建設）、1939年（昭和14年）竣工。西洋近代建築を脱却した現代建築であるとして、また、逓信建築の代表作品の一つとして、高い評価を得ていた。
荘厳なグレーのタイルの外壁、シャープな輪郭、階が高くなるにつれて窓が少なく、階高が低くなる割付けにも独自のモダンな美意識が表されていた。
来日したドイツの建築家ブルーノ・タウトが、「伊勢神宮、桂離宮にも通じる合理性・機能性と美しさが融合した、モダニズムの傑作」と、この建物を高く評価した。2003年には、DOCOMOMO JAPAN選定 日本におけるモダン・ムーブメントの建築にも選ばれている。

#### 鉄道郵便関連施設
郵便物の輸送に鉄道が広く利用されていた1980年代半ばまでは、隣接する鉄道駅との間で郵便物の受渡しを行うための施設が設けられていた。
北側に隣接する大阪駅との間は地下道で結ばれており、郵袋を積載した運搬台車をエレベーターを介して小荷物・郵便列車の発着するホームとの間で直接往来させることができた。また、西側の梅田貨物駅南構内からは専用側線が局舎裏まで引き込まれており、郵便車に直接荷役を行うこともできた。
専用側線は、1982年（昭和57年）11月の梅田貨物駅南構内使用停止までに廃止となり、大阪駅との地下道も、1986年（昭和61年）10月1日の鉄道郵便輸送全廃により使用を終了した。
また、局舎内の5・6階には、大阪鉄道郵便局本局の管理部門が、大阪駅構内には同局の積卸し・中継作業施設や、郵便車に乗務する職員の業務拠点等が設置されていた。大阪鉄道郵便局も、鉄道郵便輸送全廃に伴い、1986年（昭和61年）10月1日付で廃局となった。

### 再開発・仮店舗時代

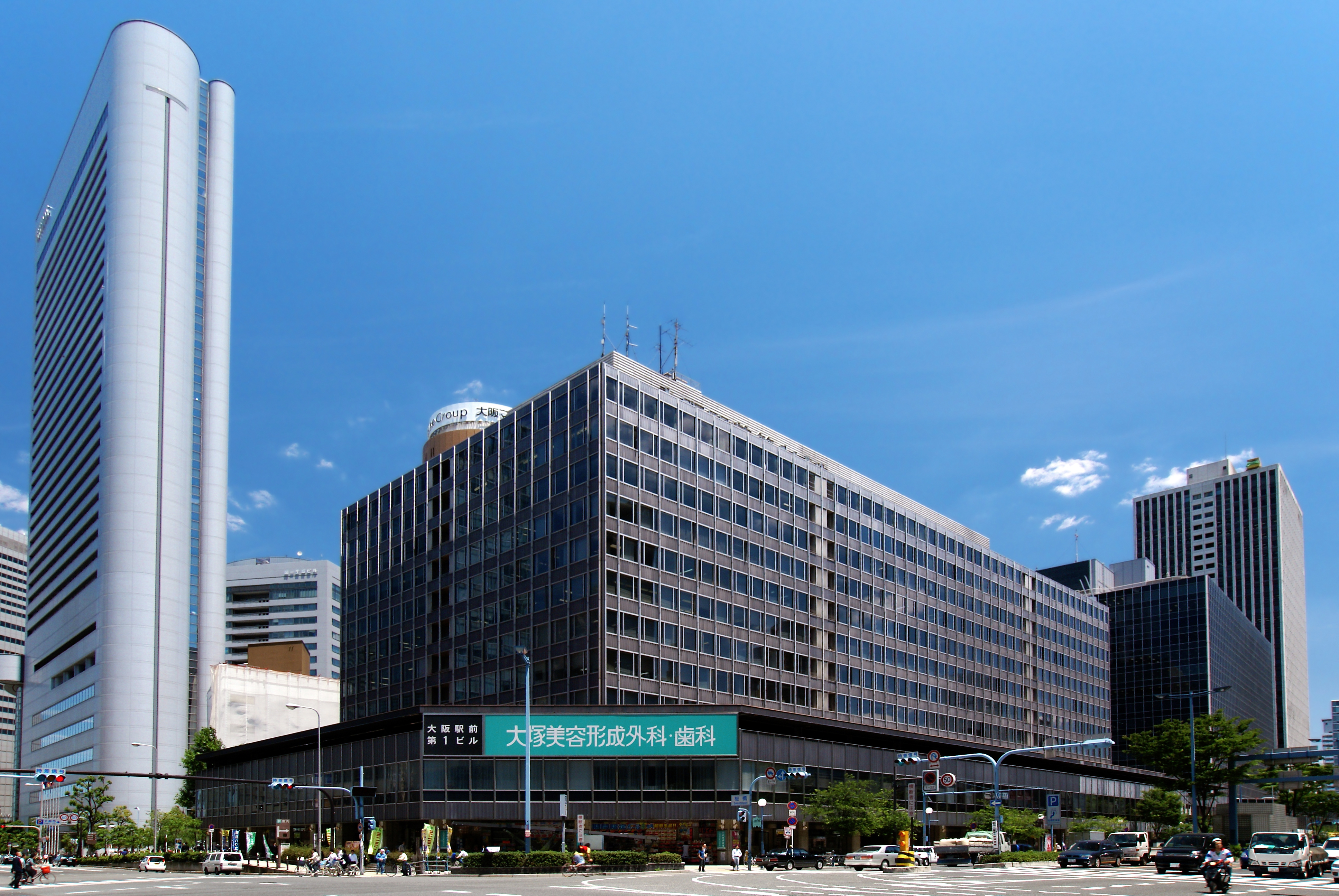
2009年5月から2013年5月まで仮店舗として入居し、2016年7月19日から再入居していた大阪駅前第1ビル（中央のビル）

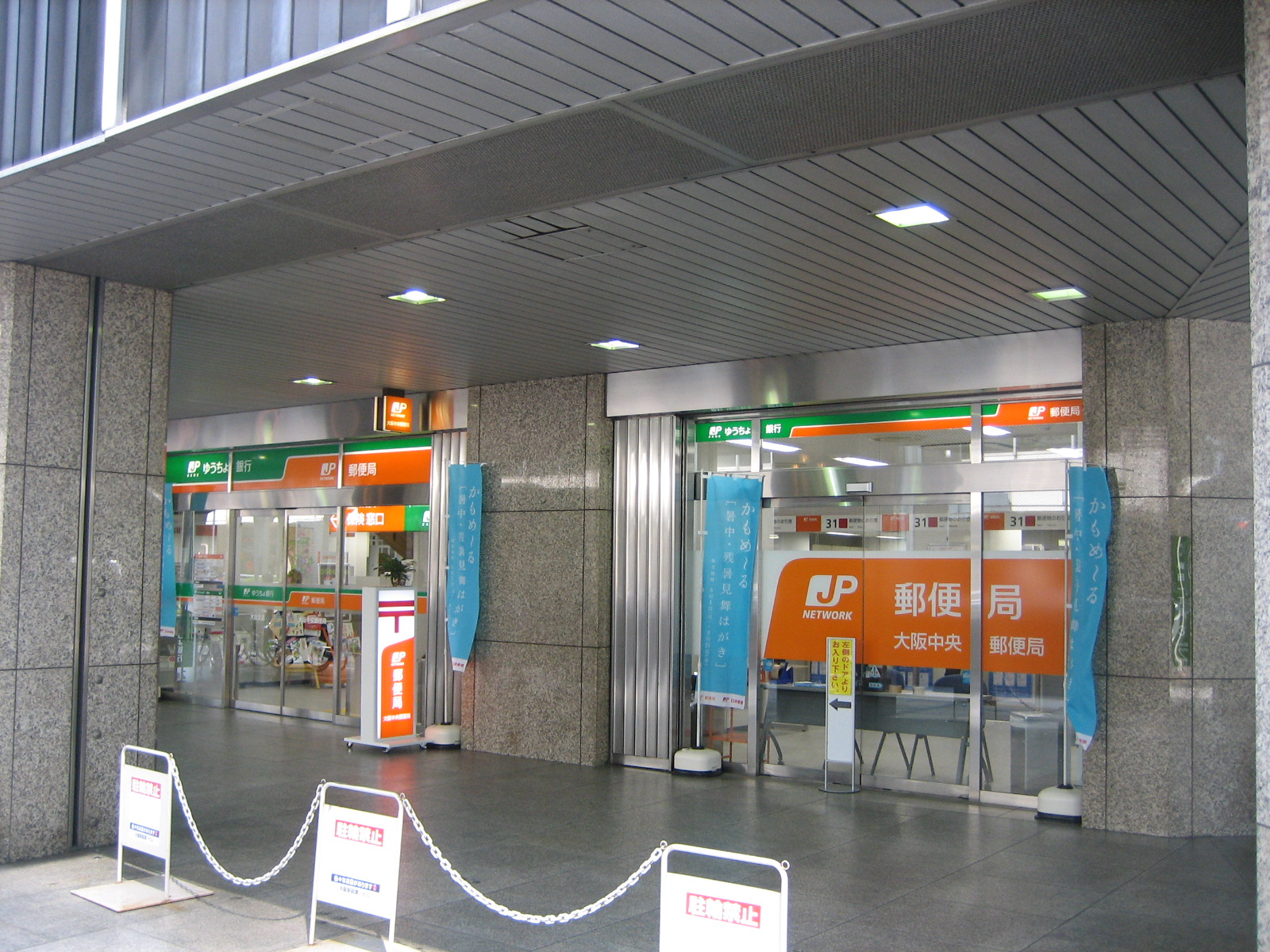
2009年5月から2013年5月まで利用された第一次仮店舗

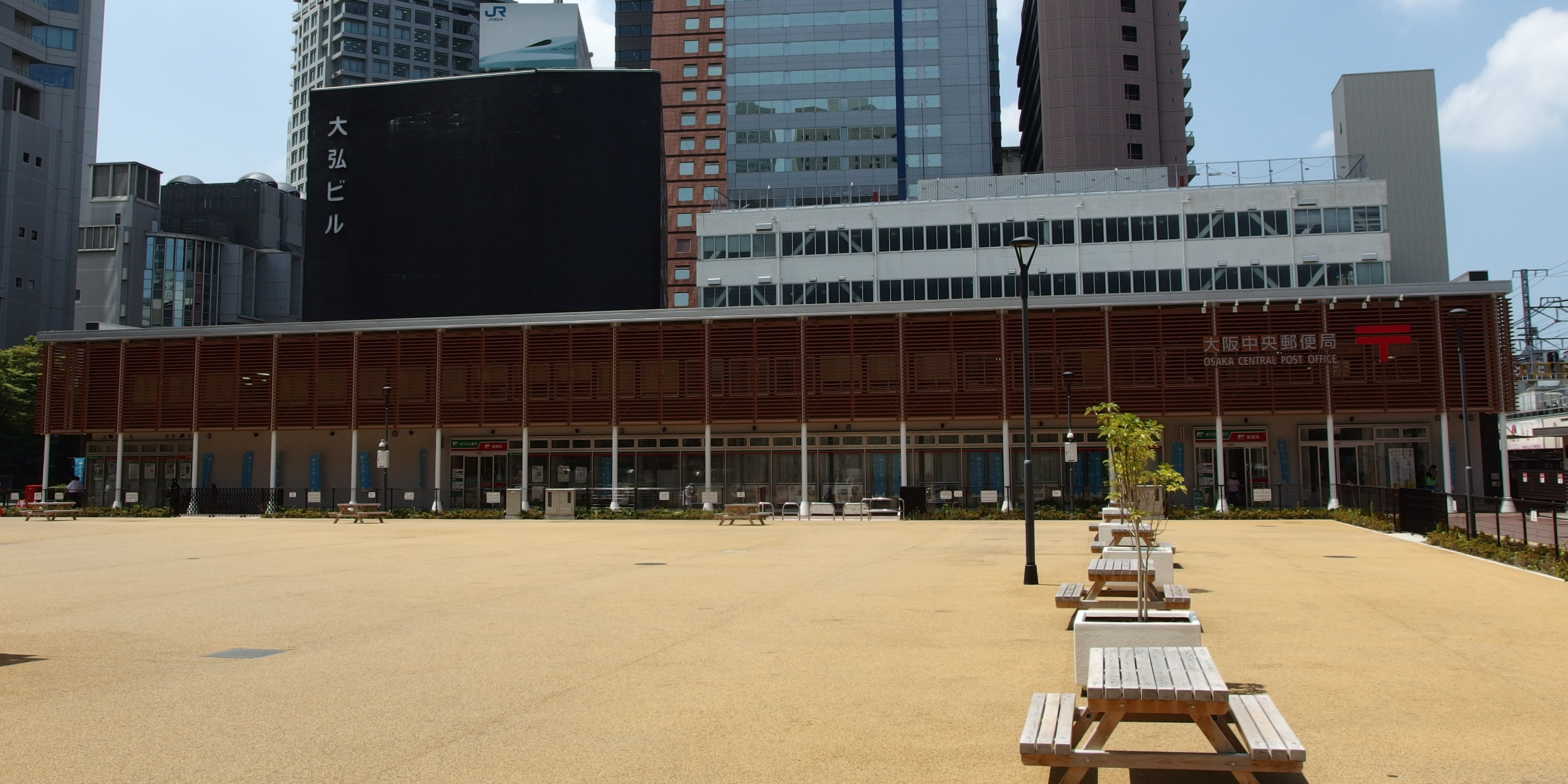
2016年7月18日まで局舎跡地内で用いられた暫定店舗

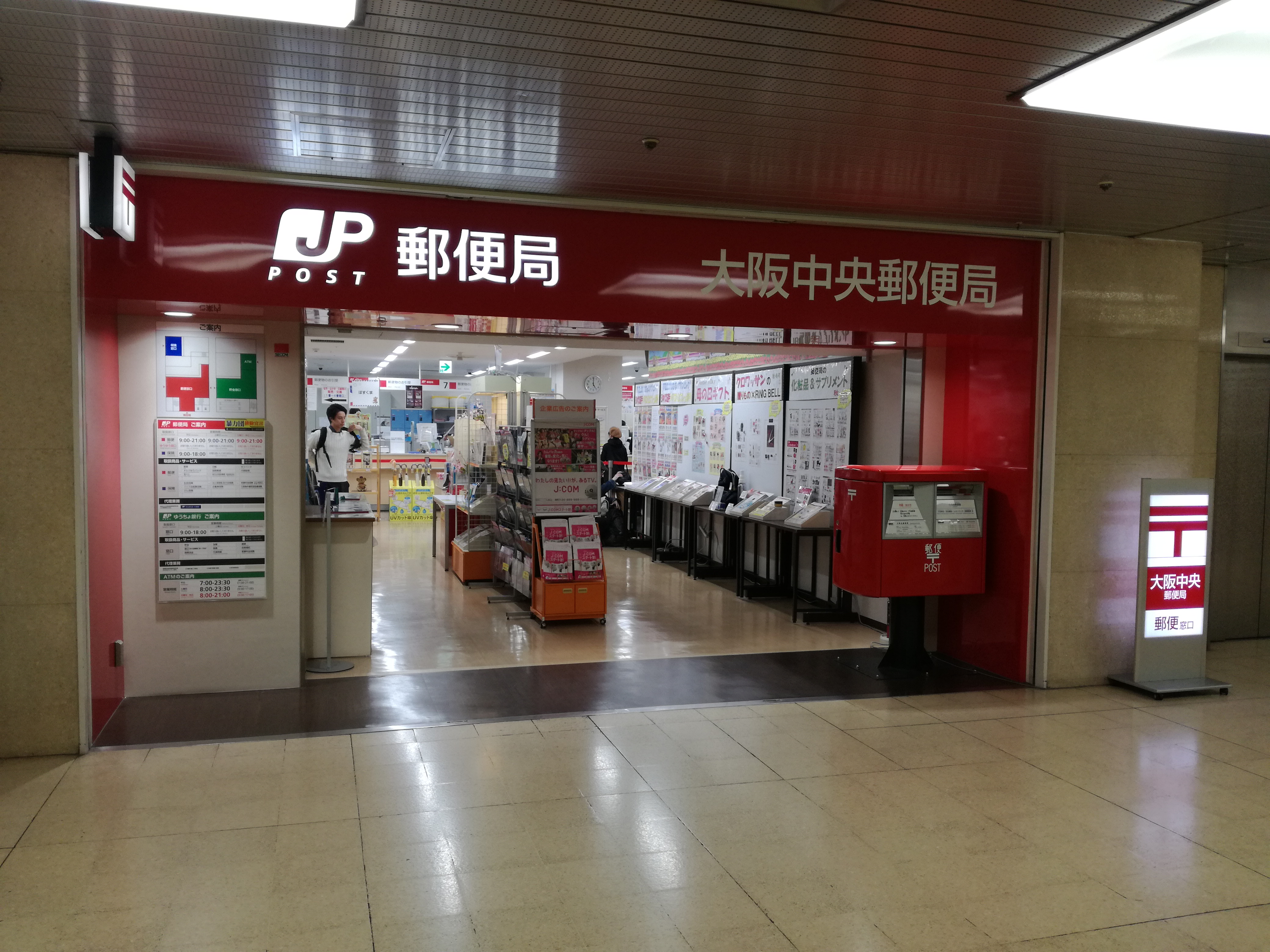
大阪駅前第1ビル入居時の仮店舗（2018年）

老朽化・土地の有効利用という観点から、民営化に際して高層ビルに建て直し、隣接するJR西日本所有のアクティ西ビルと大弘ビルを併せた3施設（約1.3ha）を一体的に開発する計画（梅田3丁目計画）が策定された。JR西日本は手狭な所有地の活用を以前から模索しており、中央郵便局と一体的に開発することにより双方の資産有効活用に繋がるとの意見が合致したためである。
2008年（平成20年）12月5日の計画発表時点では「地上40階、地下3階、高さ187mの新ビルを2009年（平成21年）に着工、2012年に竣工」とされ、
JPタワー（東京中央郵便局）に次ぐ2番目のJP高層ビルとして計画され、高層階は1フロア900坪ほどのオフィスビル、中層階には座席数1700席の劇場、低層階には郵便局や商業施設を設け、オリエンタルランドに賃貸、運営を任せる予定としていた（その後オリエンタルランドは計画を撤回）。
なお、貴重な近代建築として保存を求める声が強くあり、日本建築学会が、生田正治日本郵政公社総裁（当時）と麻生太郎総務大臣（当時）、關淳一大阪市長（当時）、西川善文日本郵政社長（当時）宛てに3度にわたって「保存要望書」を提出している。これを受けて郵政公社は、局舎の一部を新しいビル内の吹き抜けスペースに移築し保存することとした。
2009年（平成21年）3月10日、日本郵政は、保存を求める声が上がっている当郵便局の建て替え工事の着工を当面、見送る方針を鳩山邦夫総務大臣（当時）に伝えたということが発表された。日本郵政は、以後、文化庁などと計画見直しについて協議する。しかし、同年6月12日、保存に積極的だった鳩山が総務大臣を辞任したことにより、以後の状況は不明な状況となった（この経緯については東京中央郵便局についての記事も参照のこと）。なお、同年5月7日に大阪中央郵便局、郵便事業株式会社大阪支店大阪駅前分室、ゆうちょ銀行大阪支店が大阪駅前第1ビルに移転している。
2012年（平成24年）3月から旧局舎の取り壊しを開始。同年6月18日、京都工芸繊維大学教授で建築史家の松隈洋や博物館明治村館長の鈴木博之ら建築や建築史の専門家グループが、旧局舎は歴史的に重要な建造物であるとして、文化庁などに対し、重要文化財に指定するよう求め、大阪地方裁判所に義務付け訴訟を起こした。
その後、同年12月に取り壊しが完了し、正面玄関部分を残した上（建設予定のビルに組み込み予定）で、当面はイベント広場（西梅田スクエア）とすることになった。またこのイベント広場の奥側に暫定施設としての郵便局が開設（旧局舎の位置に復帰）することになり、2013年（平成25年）5月7日から運用を開始したが、2016年7月19日に大阪中央郵便局とゆうちょ銀行大阪支店は大阪駅前第1ビルへ移転した（ゆうゆう窓口である大阪北局大阪駅前分室は移転に合わせて廃止された）。
西梅田スクエアは、当初2013年から3年間の暫定利用の計画だったが、2017年9月25日にオープンしたよしもと西梅田劇場の開設期間は2018年8月25日までとされた。本格的な跡地利用となる高層化計画は延期を繰り返し、2017年11月時点では「2019年7月頃着工、2022年1月頃竣工」の予定となっていた。
2018年、日本郵政は大阪中央郵便局跡地の再開発に向けて大阪市と協議を再開し、2023年度開業を発表。
2019年12月11日、日本郵便・JR西日本・大阪ターミナルビル・JTBの4社によるオフィス・商業施設・ホテル・劇場を備えた地上39階（188m）・地下3階のビルを建設し、2024年春に開業の予定である旨を発表した。
2022年3月、入居するホテル（大阪ステーションホテル）はJR西日本のグループ会社であるジェイアール西日本ホテル開発が運営及び同社初のマリオット・インターナショナルのオートグラフコレクションに加盟する予定であることを発表した。

### JPタワー大阪時代

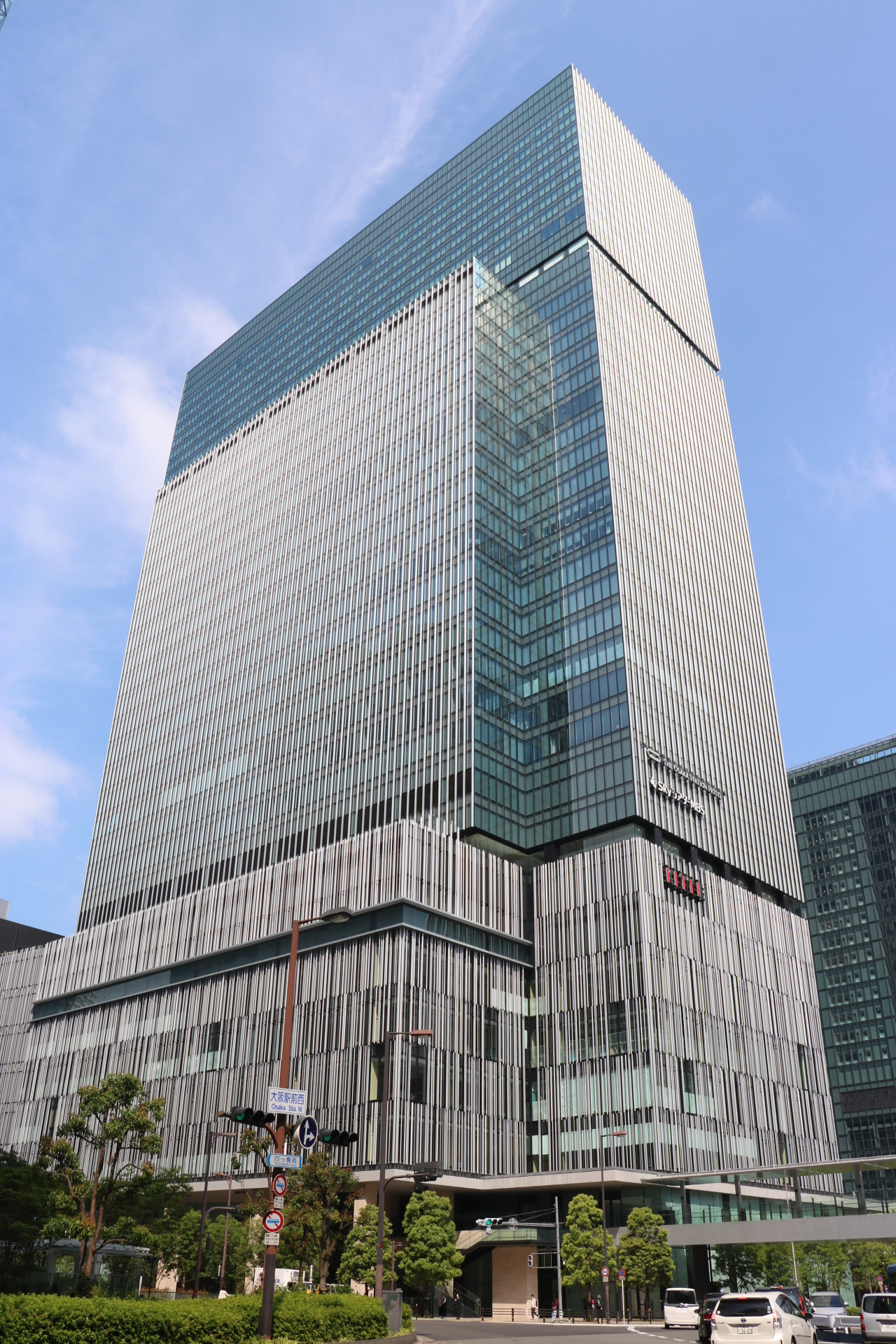
大阪中央郵便局が入居するJPタワー大阪（2024年5月）

2023年3月7日、建設中の建物名称を『JPタワー大阪』とし、その中に展開される商業施設の名称は『KITTE大阪』で、2024年7月にグランドオープンする予定であることが発表された。2024年4月3日、大阪中央郵便局およびゆうちょ銀行大阪支店をJPタワー大阪1階に移転させることを公表。同年7月29日、JPタワー大阪1階にて営業を開始した（KITTE大阪の営業開始日は7月31日）。

## 沿革
- 1871年（明治4年）
  - 1月24日 - 駅逓司大阪郵便役所を北区中之島淀屋橋角に開設[23][24]（日本郵便制度の開始）。
  - 5月22日 - 駅逓司大阪出張所を東区近江町（高麗橋詰町30番地）に設置。郵便役所も同所へ移転[23][24]。
  - 8月10日 - 駅逓司大阪出張所を駅逓寮大阪出張所と改称[25][23][24]。
- 1872年（明治5年）6月 - 庁舎を東区八軒屋（京橋三丁目）へ移転[23][24]。
- 1875年（明治8年）
  - 1月1日 - 大阪郵便局（一等）となる。翌日より為替取扱を開始[25]。
  - 5月24日 - 駅逓寮大阪出張所を廃止し、郵便役所を駅逓寮出張大阪郵便局と改称[23][24]。
- 1877年（明治10年）
  - 1月11日 - 大阪郵便局と改称[23][24]。
  - 2月 - 貯金取扱を開始[25]。
- 1885年（明治18年）- 電信取扱を開始[25]。
- 1889年（明治22年）7月16日 - 大阪郵便電信局（一等）となる[25][23][24]。
- 1893年（明治26年）5月1日 - 局舎を北区中之島二丁目に新築移転[23][24]。
- 1903年（明治36年）
  - 4月1日 - 通信官署官制（明治36年3月20日勅令第40号）施行に伴い、大阪郵便電信局が大阪中央郵便局（二等）と大阪中央電信局に分割される[25][26]。
  - 12月5日 - 通信官署官制中改正（明治36年12月5日勅令第247号）施行に伴い、大阪中央郵便局、大阪中央電信局、大阪中央電話局を廃止統合して大阪郵便局（一等）となる[25][27]。
- 1910年（明治43年）4月1日 - 大阪郵便局が再び、大阪中央郵便局（一等）、大阪中央電信局、大阪中央電話局に分割される[25][28][29][30]。
- 1927年（昭和2年）1月16日 - 逓信局内分室を設置。
- 1929年（昭和4年）4月21日 - 控訴院内分室を設置。
- 1932年（昭和7年）8月1日 - 中央市場内分室を設置[31]。
- 1939年（昭和14年）3月 - 旧局舎竣工
- 1940年（昭和15年）8月11日 - 大阪市北区中之島（現在の中之島郵便局と同じ位置）から、旧局舎へ移転[32]。大阪中央郵便局跡地に梅田郵便局が移転して中之島郵便局と改称[33]。
- 1947年（昭和22年）
  - 6月1日 - 控訴院内分室を高等裁判所内分室に改称[34]。
  - 10月1日 - 北区北扇町のホテルナニワ内にホテルナニワ分室を設置。
- 1948年（昭和23年）2月25日 - 24時間ストライキが実施された[35]。
- 1949年（昭和24年）7月1日 - 逓信局内分室を郵政局内分室に改称。
- 1952年（昭和27年）
  - 3月10日 - 池田市玉坂町の伊丹飛行場内に飛行場分室を設置。同日、ホテルナニワ分室を廃止。
  - 11月6日 - 郵政局内分室を、北区中之島六丁目から東区京橋三丁目に移転。跡地に同日、通信局内分室を設置。
- 1954年（昭和29年）6月16日 - 高等裁判所内分室において、和文電報受付事務の取扱を開始。
- 1955年（昭和30年）6月15日 - 飛行場分室において、電話通話および電報受付事務の取扱を開始。
- 1956年（昭和31年）
  - 7月1日 - 高等裁判所内分室において、電話通話事務の取扱を開始。
  - 8月1日 - 北区堂島船大工町の毎日大阪会館内に、毎日ビル内分室を設置。
  - 10月5日 - 郵政局内分室において、電話通話および和文電報受付事務の取扱を開始。
- 1957年（昭和32年）4月15日 - 通信局内分室において、電話通話および和文電報受付事務の取扱を開始。
- 1958年（昭和33年）10月1日 - 飛行場分室を空港内分室に改称。
- 1969年（昭和44年）
  - 2月1日 - 空港内分室を兵庫県伊丹市小坂田から大阪府豊中市大字麻田に移転。
  - 6月10日 - 通信局内分室を廃止。同日、大阪駅内分室を一時閉鎖。
- 1970年（昭和45年） - 局に窓口集配・普通郵便・特殊郵便・小包郵便の4部を設置[36]。
- 1972年（昭和47年）4月10日 - 高等裁判所内分室を、北区若松町から同区絹笠町に移転。
- 1978年（昭和53年）10月1日 - 大阪駅内分室を廃止。
- 1990年（平成2年）3月23日 - 花の万博の開催に合わせ、大阪市周辺の主な郵便局40局において、風景印を花をかたどった変形印に変更（当局は北区の花であるバラ、郵政局内分室は中央区の花である梅、空港内分室は豊中市の花であるバラ）。
- 1991年（平成3年）10月1日 - 外国通貨の両替および旅行小切手の売買に関する業務取扱を開始。
- 1992年（平成4年）11月9日 - 中央市場内分室を廃止。代替として大阪中央市場内郵便局を設置。
- 1999年（平成11年）4月1日 - 毎日ビル内分室を廃止。代替として堂島アバンザ郵便局を設置。
- 2003年（平成15年）4月1日 - 郵政局内分室を北浜東分室に改称。
- 2006年（平成18年）8月1日 - 空港内分室を豊中郵便局に移管し、伊丹空港内分室に改称[37]。
- 2007年（平成19年）
  - 7月30日 - 高等裁判所内分室を北浜郵便局に移管、ならびに北浜東分室を廃止し、北浜東郵便局を設置。
  - 10月1日 - 民営化に伴い大阪中央郵便局共通事務センターを廃止するとともに、併設された郵便事業大阪支店、ゆうちょ銀行大阪支店に当局の一部業務を移管。当初はかんぽ生命保険大阪支店（統括支店）も入居する計画があったが、完全民営化を控えていることもあり、日本郵政グループ大阪ビル内に設置された。
- 2008年（平成20年）5月7日 - 郵便事業大阪支店のみ梅田スカイビル北（元大阪小包集中局ビル）に移転。郵便事業大阪支店大阪駅前分室を併設。
- 2009年（平成21年）5月7日 - 大阪駅西地区の再開発に伴い、近接の大阪駅前第1ビル1Fに郵便事業大阪支店大阪駅前分室とともに移転。
  - ゆうちょ銀行大阪支店は同ビル2Fへ移転する（空中店舗化）。なお同一の建物に設置されるため、東京中央郵便局仮店舗とは異なり、郵便局内に貯金窓口（ゆうちょ銀行代理店業務）は設置されない。隣接するビルにある、大阪駅前第2ビル内郵便局は営業を継続。
- 2012年（平成24年）
  - 3月 - 旧局舎解体工事開始、2012年末までに終了。
  - 10月1日 - 日本郵便株式会社の発足に伴い、併設している郵便事業大阪支店大阪駅前分室が大阪北郵便局大阪駅前分室となる。
- 2013年（平成25年）5月7日 - 大阪中央郵便局、大阪北郵便局大阪駅前分室、ゆうちょ銀行大阪支店を暫定店舗（旧局舎跡）へ移転。
- 2016年（平成28年）
  - 7月18日 - 大阪北郵便局大阪駅前分室を廃止[1]。
  - 7月19日 - 大阪中央郵便局、ゆうちょ銀行大阪支店を大阪駅前第1ビルB1Fの仮店舗へ再移転[1]。ゆうちょ銀行は、前回のような別フロアではなく、郵便局窓口と同じフロアのB1Fへの設置となるが、通路を挟んだ別区画となる。
- 2024年（令和6年）
  - 4月3日 - 大阪中央郵便局、ゆうちょ銀行大阪支店を7月29日をもってJPタワー大阪1階に移転することを正式発表[20]。
  - 7月29日 - 大阪中央郵便局、ゆうちょ銀行大阪支店がJPタワー大阪1階に移転し営業開始。
  - 8月6日 - 特殊切手発行時の『郵趣のための押印サービス』にて使用される大阪中央郵便局名義の特印を押印する特設会場を大阪北郵便局に移転[38]。

## 取扱内容

### 大阪中央郵便局
- 郵便、印紙、ゆうパック、内容証明
- 生命保険、バイク自賠責保険、自動車保険 - 平日18時まで営業。
- 地方公共団体事務（大阪市ごみ処理券の販売、大阪市敬老優待乗車証の交付）

### ゆうちょ銀行大阪支店
- 貯金、貸付、為替、振替、振込、国際送金、外貨両替、国債、投資信託、変額年金保険、住宅ローン - 平日18時まで営業。
- ATM

## 風景印
- 図案は通天閣・大阪城・水晶橋。局名表記は「大阪中央」
- 使用開始日は1990年（平成2年）3月30日
- 形はバラ型の変形印である。

## アクセス
- JR大阪駅・北新地駅、阪急・阪神・地下鉄梅田駅、地下鉄東梅田駅・西梅田駅より徒歩
- 大阪シティバス 桜橋停留所、もしくは大阪駅前停留所下車
- 駐車場なし